# Léon Garnier
Pour les articles homonymes, voir Garnier.
Léon Garnier est un compositeur et parolier français né le 25 mars 1857 à Saint-Cyr-sur-Mer (Var), et mort le 6 septembre 1905, à Meung-sur-Loire (Loiret).

## Biographie
Né de Léon Isidore Garnier, maçon, et d'une mère tailleuse, Adèle Davin, Léon Garnier a écrit de nombreuses chansons avec son confrère Lucien Delormel, et particulièrement deux chansons, créées par Paulus, qui connurent un très large succès, En revenant de la revue et Le Père la Victoire.
Il devient sociétaire définitif de la Sacem le 9 décembre 1881.
Il se marie le 23 juin 1898 à la mairie du 10e arrondissement de Paris avec Émiie Préaux (née le 17 novembre 1866 à Paris 2e), fille d'un dessinateur, Émile Frédéric Aleibiade Préaux, et de Léonie Aimée Grenot, couturière et fabricante de mannequins. Après la mort de Léon en 1905, sa veuve se marie en secondes noces le 10 juillet 1906 à Saint-Maur-des-Fossés (Val-de-Marne) avec Louis Claude Fichet, un négociant en vin nîmois.

## Œuvres
(liste partielle)
- Le Lendemain matin, chansonnette, paroles et musique de Delormel et Garnier, 1884
- À trente-cinq ans, chansonnette, paroles et musique de Delormel et Garnier, 1885
- De c'côté-ci, de c'côté-là !, chansonnette, paroles et musique de Delormel et Garnier, 1885
- En v'nant de Montmorency, chanson, paroles et musique de Delormel et Garnier, 1885
- La Montre en argent, chansonnette, paroles et musique de Delormel et Garnier, 1885

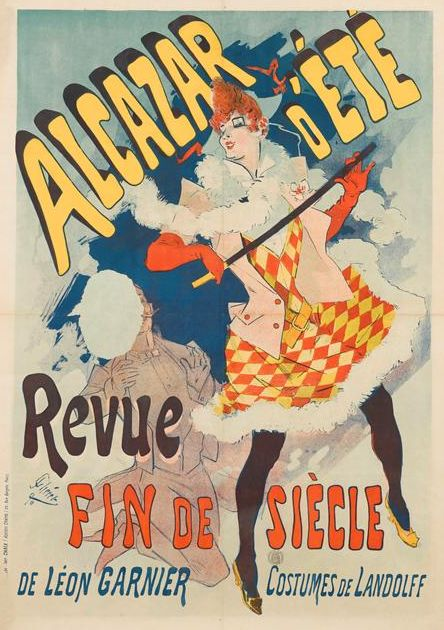
Alcazar d'été, revue fin de siècle de Léon Garnier
par Jules Chéret

- Exploits d'huissier, monologue de Garnier et Charles-Albert d'Appy, 1885
- Le Signe de la croix et Ah ! qu'j'ai mal au pied, 2 monologues comiques de Garnier et d'Appy, 1885
- Briscard et Pitou, duo-bouffe, paroles de Garnier et d'Appy, musique de Léopold Gangloff, 1886
- En revenant de la revue, paroles de Delormel et Garnier, musique de Louis-César Desormes, 1886
- Je vends du Kina-Tarascon, monologue, paroles de Delormel et Garnier, répertoire Paulus, 1887
- Le Père la Victoire, paroles de Delormel et Garnier, musique de Louis Ganne, répertoire Paulus, 1888
- Adrien et Galimard, chansonnette comique, paroles et musique de Delormel et Garnier, 1888
- Le Billet de cinq-cents francs, chansonnette, paroles et musique de Delormel et Garnier, 1888
- Le Bureau des naissances, chansonnette-monologue, paroles et musique de Delormel et Garnier, 1888
- Le Gueusard de Fouinard !, chansonnette comique, paroles et musique de Delormel et Garnier, 1888
- Je n'marche pas, chansonnette, paroles et musique de Delormel et Garnier, 1888
- Mon ami Poireau, chansonnette comique, paroles et musique de Delormel et Garnier, 1888
- Mon billet de faveur, chansonnette comique, paroles et musique de Delormel et Garnier, 1888
- Mon gosse, chansonnette comique, paroles et musique de Delormel et Garnier, 1888
- La Pièce militaire, chansonnette, paroles et musique de Delormel et Garnier, 1888
- Ah ! non… j'vas r'miser, chansonnette, paroles et musique de Delormel et Garnier, 1889
- Argent à placer, chansonnette comique, paroles et musique de Delormel et Garnier, 1889
- Bœuf à l'huile, chansonnette comique, paroles et musique de Delormel et Garnier, 1889
- Dégouté des pochards, scène comique avec parlé, paroles et musique de Delormel et Garnier, 1889
- Les Déménagements d'Ugène, grande chansonnette comique, paroles et musique de Delormel et Garnier, 1889
- Le Départ du tapin, romance comique, paroles et musique de Delormel et Garnier, 1889
- Une femme discrète, chansonnette comique, paroles et musique de Delormel et Garnier, 1889
- Un homme méfiant, chansonnette, paroles et musique de Delormel et Garnier, 1889
- L'Invalide de Marseille, monologue comique, paroles et musique de Delormel et Garnier, 1889
- Le Journal bien informé, scène comique. paroles et musique de Delormel et Garnier, 1889
- Priez pour elle, chansonnette comique, paroles et musique de Delormel et Garnier, 1889
- Si j'étais député !, grande scène comique à parlé, paroles et musique de Delormel et Garnier, 1889
- Le Tribunal comique, scène comique. paroles et musique de Delormel et Garnier, 1889
- Vole, vole, mon cœur vole, chansonnette comique, paroles et musique de Delormel et Garnier, 1889
- Y'a plus moyen d'rigoler, grande scène comique, paroles et musique de Delormel et Garnier, 1889
- À Mèzidon, chansonnette comique, paroles et musique de Delormel et Garnier, 1890
- L'Alphabet comique, rondeau, paroles et musique de Delormel et Garnier, 1890
- Les Bonnes à Bitard, scène comique, paroles et musique de Delormel et Garnier, 1890
- C'est un fin de siècle, chansonnette, paroles et musique de Delormel et Garnier, 1890
- Chez le commissaire, scène comique, paroles et musique de Delormel et Garnier, 1890
- La Création de Nini, chansonnette, paroles et musique de Delormel et Garnier, 1890
- De profondis, chansonnette comique, paroles et musique de Delormel et Garnier, 1890
- La Famille Beaucaillou, chansonnette, paroles et musique de Delormel et Garnier, 1890
- La Fille à Taupin, chansonnette comique. paroles et musique de Delormel et Garnier, 1890
- Gigolette, chansonnette, paroles et musique de Delormel et Garnier, 1890
- L'Homme aux 36 métiers, scène comique, paroles et musique de Delormel et Garnier, 1890
- L'Homme proverbe, scène comique, paroles et musique de Delormel et Garnier, 1890
- Jeanne m'a pris mon irrigateur, romance comique, paroles et musique de Delormel et Garnier, 1890
- Les Mardis de ma femme, scène comique à parlé, paroles et musique de Delormel et Garnier, 1890
- Montpernasse, chansonnette comique, paroles et musique de Delormel et Garnier, 1890
- Nos artistes, chansonnette, paroles et musique de Delormel et Garnier, 1890
- Oui p'pa, oui m'man, chansonnette comique, paroles et musique de Delormel et Garnier, 1890
- Le Rembrandt de Landerneau, chansonnette, paroles et musique de Delormel et Garnier, 1890
- Taupin chez la Marquise, chansonnette comique, paroles et musique de Delormel et Garnier, 1890
- Le Tonneau de l'épicier, chanson, monologue, paroles et musique de Delormel et Garnier, 1890
- La Valse des bas noirs, chanson écrite avec Gaston Maquis, (1890 ?)
- Alcazar d'été, revue fin de siècle de Léon Garnier, 1890
- Ça manque de femmes, chansonnette, paroles et musique de Delormel et Garnier, 1891
- Le Chien de la cocotte, chansonnette, paroles et musique de Delormel et Garnier, 1891
- Le Chien de Montauban, chansonnette, paroles et musique de Delormel et Garnier, 1891
- De Falaise à Paris, chansonnette comique, paroles et musique de Delormel et Garnier, 1891
- Les Débuts de Lapocheté, scène comique, paroles et musique de Delormel et Garnier, 1891
- Et moi z'aussi, chansonnette, paroles et musique de Delormel et Garnier, 1891
- Une femme qui ne vient pas ! monologue, paroles et musique de Delormel et Garnier, 1891
- La Langue d'Ève, chansonnette, paroles et musique de Delormel et Garnier, 1891
- Une leçon d'argot, chansonnette, paroles et musique de Delormel et Garnier, 1891
- Lohengrin, chansonnette comique, paroles et musique de Delormel et Garnier, 1891
- Ma petite Antoinette, chansonnette comique, paroles et musique de Delormel et Garnier, 1891
- Mine, qu'il est à la coule !, scène comique, paroles et musique de Delormel et Garnier, 1891
- L'Omnibus de l'Odéon, chansonnette, paroles et musique de Delormel et Garnier, 1891
- Le Pochard fin de siècle, scène comique, paroles et musique de Delormel et Garnier, 1891
- Roman d'amour, chanson fin de siècle, paroles et musique de Delormel et Garnier, 1891
- Samson et Dalila, complainte comique, paroles et musique de Delormel et Garnier, 1891
- Le Soliste, chansonnette-monologue, paroles et musique de Delormel et Garnier, 1891
- Les Suicides d'Oscar, scène comique, paroles et musique de Delormel et Garnier, 1891
- Tous en grève, chansonnette, paroles et musique de Delormel et Garnier, 1891
- Trop gras, chansonnette, paroles et musique de Delormel et Garnier, 1891
- Le Tuyau !, scie, paroles et musique de Delormel et Garnier, 1891
- Le Bébé de la boulangère, chansonnette, paroles et musique de Delormel et Garnier, 1892
- Dix-neuf-vingt-cinq, chansonnette, paroles et musique de Delormel et Garnier, 1892
- La Femme tatouée, chansonnette comique, paroles et musique de Delormel et Garnier, 1892
- Les Five o'clock de Théodore, scène comique, paroles et musique de Delormel et Garnier, 1892
- L'Homme tatoué, chanson comique, paroles et musique de Delormel et Garnier, 1892
- Les Impôts, monologue, paroles et musique de Delormel et Garnier, 1892
- L'Interview du poivrot, chansonnette, paroles et musique de Delormel et Garnier, 1892
- Ma sœur Angèle, chansonnette, paroles et musique de Delormel et Garnier, 1892
- Le Poivrot de Laricot, scène comique, paroles et musique de Delormel et Garnier, 1892
- Priez pour eux !, complainte comique, paroles et musique de Delormel et Garnier, 1892
- Quand on voit ça !, chansonnette, paroles et musique de Delormel et Garnier, 1892
- Rigolard et Pleurnichard, chansonnette, paroles et musique de Delormel et Garnier, 1892
- Le Séminariste, chansonnette, paroles et musique de Delormel et Garnier, 1892
- La Sentinelle rageuse, chansonnette comique, paroles et musique de Delormel et Garnier, 1892
- Les Souvenirs d'Alphonse, romance naturaliste, paroles et musique de Delormel et Garnier, 1892
- Le Zéro, chansonnette, paroles et musique de Delormel et Garnier, 1892
- Le Cocher syndiqué, chansonnette, paroles et musique de Delormel et Garnier, 1893
- La Licence des grues, chansonnette, paroles de Delormel et Garnier, 1893
- La Maison de campagne, scène a parlé, paroles et musique de Delormel et Garnier, 1893
- Le Régisseur, grande scène à parlé, paroles et musique de Delormel et Garnier, 1893
- Les Rêves de Nez-sale, scène à parlé, paroles et musique de Delormel et Garnier, 1893
- T'as raison !, chansonnette, paroles et musique de Delormel et Garnier, 1893
- Le Travail de huit heures, chansonnette, paroles et musique de Delormel et Garnier, 1893
- Qui veut des plumes de paon ? ou Zizi pan pan, chansonnette, paroles et musique de Delormel et Garnier, 1893
- Une conquête militaire, chansonnette, paroles et musique de Delormel et Garnier, 1894
- Dialogue nocturne, monologue, paroles et musique de Delormel et Garnier, 1894
- Le Lapin calculateur, monologue, paroles de Delormel et Garnier, 1894
- J'aime Cunégonde, monologue, paroles de Delormel et Garnier, 1894
- Le Potache épaté, monologue, paroles de Delormel et Garnier, 1894
- Les Enfants de Martinet, grande scène à parlé, paroles et musique de Delormel et Garnier, 1894
- Mamzell' Françoise, chansonnette, paroles et musique de Delormel et Garnier, 1894
- Mon frère de lait, chansonnette comique avec parlé, paroles et musique de Delormel et Garnier, 1894
- L'Oublieux, scène comique, paroles et musique de Delormel et Garnier, 1894
- Le Portrait de Margot, paroles et musique de Garnier et Blérigne, 1894
- Le Rôle de l'état, chansonnette, paroles et musique de Delormel et Garnier, 1894
- Vous allez l'entendre, scène comique, paroles et musique de Delormel et Garnier, 1894
- L'Amour à la vapeur, chansonnette, paroles et musique de Battaille, Garnier et Darsay, 1895
- Plus de mémoire ! chansonnette, paroles et musique de Garnier et Adolphe Jost, 1895
- La Sale Rosse !, chansonnette, paroles et musique de Garnier et Jost, 1895
- Hardi ! les bleus !, épisode des guerres vendéennes, opéra comique en deux actes de Léon Garnier et Albert Lhoste, musique de Justin Clérice, 1895
- La Queue du diable, pièce fantastique en 2 actes, de Léon Garnier et Eugène Héros, musique  d'Alfred Patusset, 1896
- Le Déserteur, chanson, paroles et musique de Garnier, Jost, Ouvrard, 1896
- Les Pilules de Courant d'air, grande scène comique, paroles de Louis Tournayre, 1898
- Les Sabines, scène comique, paroles et musique de Delormel et Garnier, 1898
- Les Trois Pèlerins, scène comique, paroles d'Henri Darsay et Fabrice Lemon, musique de Garnier, 1898
- U. V. D. C. (Une Veine De Cocu), opérette bouffe en un acte, par Léon Garnier et Henry Drucker, musique de Gaston Maquis, 1898
- L'Épingle, paroles de Garnier et Jeunil, musique de Bunel et Garnier, 1900
- La Jambe de Ferdinand, paroles et musique de Garnier, Delattre, Jeunil et Doubis, 1900
- Un Amant de cœur, comédie-pantalonnade en 1 acte, avec Trébla, 1900
- Les Boyaudiers !, paroles de Léon Garnier, musique d'Adolphe Stanislas et Garnier, 1901
- L'Enfant de Puteaux !, paroles de Garnier et Arnoudt, musique de G. Bunel et Garnier, 1901
- Les Avariétés de l'année, revue en deux actes et quatre tableaux de Léon Garnier, 1901
- Le Responsable, plaidoyer social en un acte, de Léon Garnier et Édouard Loisel, 1904
- De Paris à Madagascar, revue comique en quatre grands tableaux de Léon Garnier et Fernand Bessier (sans date)